# Менцинские
Менцинские (пол. Męciński, Męczyński) — польский графский и дворянский род.
Род герба Порай, восходящий к XVI в.
Войцех Менцинский (pl:Wojciech Męciński, 1598—1643), иезуит, миссионер в Японии, замучен в Нагасаки в 1643 г.
Одна ветвь Менцинских получила графский титул в Австрии (1801), а другая внесена в VI часть родословной книги Подольской губернии. Также есть роды Менцинских (Менчинских) гербов Заглоба, Косцеша, Огоньчик и Равич.

## Описание герба
Щит расчетверён, с малым щитком в центре. В щитке на красном поле серебряная роза (герб Порай). В 1-м красном поле серебряная река с золотым крестом сверху (Шренява), в красных 2-м и 3-м полях серебряный топор с золотой рукоятью (Топор), в голубом 4-м поле, серебряная ручка от котла, с воткнутым в средину её серебряным мечом с золотой рукояткой (Новина).
На щите графская корона, над которой дворянский коронованный шлем. Нашлемник: роза, как в малом щитке. Намёт на щите красный, подложенный серебром. Щитодержатели: два серебряных орла с поднятыми крыльями, золотым вооружением и красными языками, которые держат щит одной лапой.